# کوسونینه
کوسونینه (نام علمی: Cossoninae) نام یک زیرخانواده از تیره سوسکچه‌های خرطوم‌دار است.